# GigaTribe
A GigaTribe é uma rede peer-to-peer para partilha de ficheiros. Originalmente desenvolvida em França, a sua versão americana foi lançada em novembro de 2008. Oferece uma versão gratuita e uma versão paga; com a versão paga, os utilizadores podem restringir o acesso aos seus ficheiros encriptados a um grupo de amigos de confiança.
Em 2010, um juiz federal dos EUA decidiu que a expetativa razoável de privacidade não se estende à partilha de ficheiros no GigaTribe. Neste caso, um denunciante deu à polícia acesso aos ficheiros dos seus amigos no GigaTribe, tendo sido descoberta pornografia infantil.[carece de fontes?]